# Die Hexen von Salem
Die Hexen von Salem (französisch Les sorcières de Salem) ist ein Spielfilm des belgischen Regisseurs Raymond Rouleau aus dem Jahr 1957. Bei dem Film, der in den DEFA-Studios in Babelsberg als Koproduktion der DDR mit Frankreich entstand, handelt es sich um eine Verfilmung des Theaterstücks Hexenjagd (so auch der bundesdeutsche Filmtitel) von Arthur Miller. Die Drehbuchadaption verfasste der französische Schriftsteller und Philosoph Jean-Paul Sartre.

## Handlung
Salem, in Massachusetts, im Jahre 1692. Die schottisch-englischen Puritaner führen ein schweres Kolonistenleben unter strengen religiösen Regeln. Der Erweckungsprediger Samuel Parris in Salem hat den Eindruck von Sittenverfall und sich verringerndem Einfluss auf die Kolonisten. So versucht er, in seinen Predigten die Angst vor dem Teufel in den Gläubigen zu aktivieren, statt von der Liebe Gottes zu reden. John Proctor moniert das während der Predigt öffentlich. John Proctor ist als Fürsprecher der ärmeren Siedler angesehen. Er lebt mit seiner Frau Elisabeth, seiner kleinen Tochter und zwei Mägden auf einem Gehöft abseits in der Nähe von Salem. Elisabeth ist streng gläubig und hält alle religiösen Gebote strikt ein. Darunter leidet ihre Tochter, der sie sonntags das Spielen mit ihrer Puppe verbietet. Darunter leidet auch ihr Mann. Da sie Beischlaf als Sünde ansieht, verachtet sie ihren Körper und entzieht sich ihrem Mann. Sein körperliches Begehren hat er schon zweimal bei seiner Magd, der 16-jährigen Abigail Williams, der Nichte des Pfarrers Parris, gestillt. Abigail hat dabei begonnen, John zu lieben, ihn ebenfalls zu begehren. Bei Elisabeth abgewiesen landet er ein drittes Mal bei Abigail. Doch diesmal holt Mary Warren, die andere, jüngere Magd, Elisabeth. Sie verstößt ihren Mann aus dem Schlafraum, schweigt aber über das tödliche Vergehen des Ehebruchs. Sie verweist Abigail vom Hof, die zu ihrem Onkel, dem Pfarrer, zurückgeht. Diese schwört den Tod für Elisabeth, sie möchte die Frau von John Proctor werden. Der liebt seine Frau und leidet unter seiner Schwäche, durch den schönen Körper von Abigail verführt zu werden. Er offenbart alles seiner Frau.
Tituba, die farbige Haushälterin des Pfarrer Parris, versucht, Menschen durch magische, vielleicht afrikanische, Riten zu trösten. So möchte sie auch der 12-jährigen Tochter Betty des Pfarrers helfen, die unter dem unerbittlichen und lieblosen Regiment ihres Vaters leidet und sich nach ihrer toten Mutter sehnt. An Vollmondnächten versammeln sich Tituba und einige Mädchen, die unerfüllbare Wünsche haben, im Wald, wo sie ihre archaischen Tanz- und Beschwörungsriten ausführen. Abigail, die den Tod von Elisabeth will, Betty, die Tochter des Pfarrers, die eine Wiederbegegnung mit ihrer Mutter wünscht, und die gleich alte Tochter Ann des Reichsten in Salem, Thomas Putnam, sind darunter. Ann ist kränklich, hat öfters Nasenbluten. Ihre Mutter Jane hat ihr eingeredet, dies sei eine Folge des Wirkens von Hexen. Sie hatte schon mehrere Kinder verloren und weist mit dieser Annahme den schweren Vorwurf der puritanischen Gesellschaft von sich, die behauptet, dass Krankheiten eine Folge von sündhaftem Leben seien.
Der Pfarrer wird Zeuge dieses Treibens und reißt Betty mit sich nach Hause. Sie ist außer sich und hat einen Anfall, aus dem sie nur Tituba erlösen kann. Für den Pfarrer ist das klar ein Zeichen des Wirkens des Teufels und seiner Hexen. Er holt einen Experten für Teufelsaustreibungen. Doch der kann das nicht bestätigen, er findet dafür nicht die in der einschlägigen Literatur genannten Anzeichen (weiße Augen). Aber er hatte, wie das in solchen Fällen üblich war, den Gouverneur Danforth benachrichtigt, in der Annahme, dass der nicht käme. Doch Danforth kommt und sieht Hexenverfolgung als eine heilige Pflicht und gleichzeitig die Möglichkeit, die Siedler zu disziplinieren.
So beginnt eine Folge von Hexenprozessen, denen zuerst Frauen am Rande der Gesellschaft zum Opfer fallen, auch Tituba, dann aber immer angesehenere Menschen. Immer werden Kinder, darunter Abigail, Mary Warren, Betty und Ann benutzt, die Angeklagten zu überführen: Die Kinder geraten bei Annäherung in psychogene Anfälle. Die schuldig gesprochenen Angeklagten werden nicht hingerichtet, wenn sie bekennen und weitere Namen nennen.
Elisabeth ahnt, dass Abigail sie vor den Hexenprozess zerren wird. John durchschaut auch das Geschehen, zumal er Zeuge des nächtlichen Treibens von Tituba war. Aber ihn hindert es, mit anderen Siedlern, die ihn als Sprecher bitten, Einspruch zu erheben und ein gemeinsames Papier zu unterzeichnen, weil er sich selbst als Ehebrecher schuldig fühlt. Elisabeth gesteht ihm ihre körperliche Sehnsucht nach ihm. Einmal möchte sie, dass er mit diesem Begehren auf sie sieht, das sie in seinen Augen gesehen hatte, als sie ihn mit Abigail überrascht hat. Sie öffnet sich seinem körperlichen Begehren.
Es kommt, wie Elisabeth es vorausgesehen hat. Nun muss John aktiv werden, um seine Frau zu retten. Er will den Richtern beweisen, dass diese Anklagen, fußend auf Zeugnissen von Kindern, falsch sind, indem er seine Magd Mary dazu bringt, die Wahrheit zu sagen. Das überzeugt nicht, weil Mary nicht unter Befehl den üblichen psychogenen Anfall und die Ohnmacht vorführen kann. Dazu brauchte es das Klima der Massenhysterie. So bekennt er, dass er selbst Ehebrecher ist und deshalb Abigail aus Hass und Eifersucht ein Interesse an der Tötung von Elisabeth und sie deshalb zu Unrecht beschuldigt hat. Aber der Nachweis gelingt nicht, weil Elisabeth nicht den Ehebruch ihres Mannes öffentlich bekennen will. Das ist das einzige Mal in ihrem Leben, dass sie lügt. So wird John als Hexer festgenommen.
Thomas Putnam profitiert von den Hexenverfolgungen, weil der die Gehöfte der Opfer billig aufkaufen kann. So ist er zunächst nicht interessiert, die Initiative seines Bruders James zu unterstützen, der als Kaufmann unter dem Niedergang von Wirtschaft und Leben infolge der sich ausbreitenden Hexenprozesse und nachfolgenden neuen Denunziationen in der Kolonie ökonomisch leidet. Doch das Kind Ann, nachdem es gesehen hat, wie der angesehene Kolonist Giles Corey durch Steine-Auflegen, um ein Geständnis zu erpressen, zerquetscht wurde, hat einen schweren psychogenen Anfall und bezichtigt nun ihren Vater Thomas der Hexerei. Niemand ist mehr sicher.
Das treibt Thomas Putnam, als reichsten und einflussreichsten Bürger Salems, die Initiative seines Bruders zur Beendigung der Hexenverfolgung zu unterstützen. Doch auf der konspirativen Versammlung der Kolonisten von Salem will die Gruppe der Reichen über ein Protestschreiben an den Gouverneur vorgehen. Die ärmeren Kolonisten aber wollen auch die Menschen retten, die am nächsten Morgen hingerichtet werden sollen: John Procter und zwei Frauen, eine, die hoch angesehen, gar heilig genannt wurde, und Martha Corey, die gebildet war und lesen konnte. Das interessiert die Reichen nicht. So beschließen die ärmeren Kolonisten, die die Mehrheit bilden, nun selbst, am Morgen gewaltsam die Hinrichtung zu verhindern.
John Proctor in der Nacht vor seiner Hinrichtung hat Angst vor dem Tode. Abigail will ihn dazu bringen, seine Schuld zu bekennen. Sie möchte eine Zukunft mit ihm. John schreibt ein Geständnis. Doch dann wird auch die gefangene Elisabeth zu ihm gelassen. Elisabeth droht vorerst nicht der Tod, denn sie ist schwanger. Sie soll ihn auch zum Bekennen überreden. Aber sie bekennt ihm ihre Liebe, ihren Stolz, seine Frau zu sein, entgegen Abigails Lüge, sie bereue dieses. John verliert dadurch seine Todesangst. Er weiß, dass er diesem schlimmen Wahn der Hexenverfolgung entgegentreten muss, indem er sich nicht unterwirft und als Hexer bekennt. Das muss er schon deshalb tun, um den anderen, die dagegen auftreten, nicht in den Rücken zu fallen. So zerreißt er sein Geständnis.
Der Galgen wurde in den befestigten Hof verlegt, weil dem Gouverneur das Vorhaben der Kolonisten hinterbracht worden war, die Hinrichtung zu verhindern. Durch die aufrechte Haltung der Frauen und John Proctors, die alle sehr angesehene Bürger sind, erkennt nun gar Pfarrer Parris, dass sie unschuldig sein müssen. Doch der Gouverneur will den Richterspruch nicht aufheben, weil das das ganze Gericht in Frage stellen würde. Er beharrt, selbst wenn er Unrecht gesprochen hätte. Er entschuldigt sich in dem Fall bei den Opfern.
Die Hinrichtung erfolgt. Alle Delinquenten verachten diesen Pfarrer Parris und wollen sein Kreuz nicht vor dem Tode. Die rebellierenden Siedler stehen vor dem Tor und erreichen den Hinrichtungsplatz nicht rechtzeitig. Doch Abigail, als sie den Tod von John, den sie ja liebt, sieht, öffnet das Tor. Die Siedler drängen herein, schneiden schnell die Toten vom Galgen und verfolgen Danforth, der ins Haus flieht. Sie befreien Elisabeth. Als sie Abigail lynchen wollen, stellt sich Elisabeth vor sie. Sie sagt, dass Abigail doch auch nur John Proctor geliebt hat. In einer Prozession tragen alle Siedler die Opfer dieser Justizmorde zu Grabe. Der Wahnsinn der Hexenverfolgung (Hexenprozesse von Salem) ist beendet.

## Synchronisation
Es existieren zwei deutsche Synchronfassungen, eine für die DDR und eine für die BRD. Die Ost-Fassung entstand im DEFA Studio für Synchronisation, Berlin. Erwin Klein schrieb das Dialogbuch und Johannes Knittel führte Regie.
Diese Fassung war um 30 Minuten gekürzt, die geschnittenen Teile wurden 2017 für arte nachsynchronisiert. Dafür war die Christa Kistner Synchronproduktion GmbH in Berlin zuständig. Für Dialogbuch und -regie war Olaf Mierau zuständig. Die West-Fassung entstand bei der UFA Universum-Film AG, ebenfalls in Berlin. Hans F. Wilhelm schrieb das Dialogbuch und führte Regie.
| Rolle             | Darsteller                                  | Synchronsprecher (DDR)                                  | Synchronsprecher (BRD) |
| ----------------- | ------------------------------------------- | ------------------------------------------------------- | ---------------------- |
| Elisabeth Proctor | Simone Signoret                             | Helga Göring Nachsynchro: Marion Elskis                 | Tilly Lauenstein       |
| John Proctor      | Yves Montand                                | Robert Trösch Nachsynchro: Matthias Klie                | Arnold Marquis         |
| Abigail Williams  | Mylène Demongeot                            | Karin von Faber Nachsynchro: Cathlen Gawlich            | Margot Leonard         |
| Mary Warren       | Pascale Petit                               | Isabell Franke Nachsynchro: Lisa May-Mitsching          | Renate Danz            |
| Reverend Parris   | Jean Debucourt                              | Alfred Haase                                            | Bum Krüger             |
| Thomas Danforth   | Raymond Rouleau                             | Wolf Martini                                            | ?                      |
| Thomas Putnam     | Alfred Adam                                 | Hans Fiebrandt Nachsynchro: Joachim Kaps                | Wolfgang Eichberger    |
| Jane Putnam       | Françoise Lugagne                           | Elisabeth Mühlen Nachsynchro: Marion Musiol             | ?                      |
| Martha Corey      | Jeanne Fusier-Gir                           | Margarete Wellhörner Nachsynchro: Katarina Tomaschewsky | Ursula Krieg           |
| Rebecca Nurse     | Marguerite Coutan-Lambert                   | Lilli Schoenborn                                        | Ursula Krieg           |
| James Putnam      | Michel Piccoli                              | Uwe Döring Nachsynchro: Wolfgang Wagner                 | Ernst von Klipstein    |
| Tituba            | Darling Légitimus                           | Ursula Mundt Nachsynchro: Katja Schmitz                 | ?                      |
| Ann Putnam        | Maritza Tchapanian                          | Ute Wisnawitzki Nachsynchro: Derya Flechtner            | ?                      |
| Betty Parris      | Christiane Férez                            | Heidi Pfanne                                            | ?                      |
| Fancy Proctor     | Chantal Gozzi                               | Barbara Honigmann Nachsynchro: Isabell Reiß             | ?                      |
| Francis Nurse     | Pierre Larquey                              | Ernst Riebold Erich Nadler                              | Otto Stoeckel          |
| Giles Corey       | Aribert Grimmer Nachsynchro: Thomas Kästner | Aribert Grimmer Nachsynchro: Thomas Kästner             | Eduard Wandrey         |
| Ezekiel Cheever   | Gérard Darrieu                              | Kurt Oligmüller                                         | ?                      |
| Peter Corey       | Jean Gaven                                  | Willi Neuenhahn                                         | ?                      |
| Sarah Good        | Pâquerette                                  | Bella Waldritter                                        | ?                      |
| Trommler          | Werner Segtrop                              | Werner Segtrop                                          | Benno Hoffmann         |
| Mercy Lewis       | Véronique Nordey                            | Renate Hinzelmann                                       | ?                      |
| Reverend Hale     | Yves Brainville                             | Hannjo Hasse                                            | Ernst von Klipstein    |
| Willard           | Alexandre Rignault                          | Maximilian Larsen                                       | ?                      |
| Gilchrist         | Jean Riveyre                                | Johannes Siegert                                        | ?                      |
| Hathorne          | François Joux                               | Otto Krone                                              | Helmuth Grube          |
| Nathan            | François Darbon                             | Hans-Ulrich Lauffer                                     | Harry Wüstenhagen      |
| Barnsteaple       | Christian Lude                              | Fritz Bohnstedt                                         | ?                      |
| Corbett           | Lucien Guervil                              | Günther Ballier                                         | ?                      |

## Entstehungsgeschichte
Arthur Miller wurde Anfang der 1950er Jahre von den Hexenprozessen von Salem inspiriert. Mit dem Theaterstück verarbeitete er eigene Erfahrungen. Im Zuge der McCarthy-Ära sollte der Schriftsteller, im Juni 1956 von dem amerikanischen Kongressausschuss zur Bekämpfung „unamerikanischer Tätigkeit“ belastet, 1957 wegen „Missachtung des Kongresses“ zu einer Geldstrafe und einem Jahr Gefängnis auf Bewährung verurteilt werden. Im Jahr darauf wurde Miller freigesprochen. Sein Stück wurde im Januar 1953 am New Yorker Broadway uraufgeführt und mit zwei Tony Awards preisgekrönt.
Die erste Filmversion von Millers Theaterstück wurde von der DEFA mitproduziert. Um seinen internationalen Status zu bewahren, ging das DDR-Filmstudio in den 1950er Jahren Koproduktionen mit französischen Gesellschaften ein. Neben Die Hexen von Salem entstanden unter anderem Gérard Philipes und Joris Ivens’ Die Abenteuer des Till Ulenspiegel (1956) und Jean-Paul Le Chanois’ Hugo-Verfilmung Die Elenden (1958). Als Hauptdarsteller wurde das Schauspielehepaar Simone Signoret und Yves Montand verpflichtet, die das Proctor-Ehepaar zuvor schon auf der Theaterbühne interpretiert hatten. Kameramann Claude Renoir arbeitete mit einem intensiven Großaufnahme-Stil und kontraststarker Hell-dunkel-Ausleuchtung.

## Kritiken
Der US-amerikanische Kritiker Bosley Crowther (The New York Times) lobte Die Hexen von Salem trotz einiger Längen als „beharrlich fesselnden Film“ und wies auf die Darstellerleistungen hin. „Die vielleicht herausstechendste Darstellung ist die von Yves Montand als kraftloser puritanischer Ehemann … Aber Simone Signoret folgt dicht dahinter, als strenge Puritanerfrau, deren innewohnender Gerechtigkeitssinn größer ist als ihre angeborene Eifersucht“, so Crowther. Mylène Demongeot sei „brillant flüssig und richtig beunruhigend.“ Die britische Times hob die „bedächtige, brütend intensive“ Arbeitsweise des Regisseurs Raymond Rouleau hervor, die vor allem den Szenen mit Abigail und Elizabeth zugutekommen würde. „Mademoiselle Mylene Demongeot braucht nicht mehr, als ein Lächeln ihres Mundwinkels zu erübrigen, um klar werden zu lassen, dass sie Elizabeth als Hexe denunzieren wird … Mademoiselle Simone Signoret setzt Stille und eine passive Resignation dagegen, die nicht genug sind, um eine Tragöde zu verhindern.“
Laut dem bundesdeutschen film-dienst gelingt es dem Film nicht, „das historische Kostüm abzulegen und vom Beispielhaften ins allgemein Gültige vorzustoßen.“ Auch Sartres Drehbuch finde „über einem Stück … auf den Mißbrauch und Wahn religiöser Macht und Existenz keine deutliche Antwort“. Gelobt wurde das Spiel der Hauptdarsteller Simone Signoret und Yves Montand, für das sie „uneingeschränkte Bewunderung“ verdienten. „Fast ohne Übergang und mit sparsamsten Mitteln prägt sie (Signoret) ihr Bild aus der wechselnden Spannung innerer Wandlungsstufen …“
Missfallen erregte eine von Sartre eingefügte Gefängnisszene, die in Millers Theaterstück nicht vorkommt. In einem Monolog klagt der verurteilte Proctor Volksvertreter und Kirchenrepräsentanten an. Kritiker aus christlichen Kreisen hielten Die Hexen von Salem daraufhin nur für „reife Erwachsene“ geeignet und glaubten, eine „deutliche antikirchliche Tendenz aus dem Geiste des Liberalismus“ auszumachen.

## Auszeichnungen
Die Hexen von Salem war 1957 im Wettbewerb des Internationalen Filmfestivals von Karlovy Vary vertreten. Zwar hatte Rouleaus Film bei der Vergabe des Hauptpreises gegenüber dem indischen Beitrag Jagte Raho von Shanbhu Mitra das Nachsehen, jedoch wurden Yves Montand, Simone Signoret und Mylène Demongeot mit dem Darstellerpreis ausgezeichnet. Ein Jahr später gewann Simone Signoret zum zweiten Mal nach 1953 den Preis für die beste ausländische Darstellerin bei den British Film Academy Awards. Mylène Demongeot erhielt eine Nominierung als Beste Nachwuchsdarstellerin.